# Горбаші
Горбаші — пасажирська залізнична станція Коростенської дирекції Південно-Західної залізниці лінії Коростень-Житомир. Розташована у селищі Черняхів.
Розташована між зупинним пунктом Андріївка та станцією Строковиці.

## Історія
Лінія Коростень-Житомир була прокладена 1915 року. Того ж 1915 року виникла станція Горбаші. З 1915 року збереглася будівля вокзалу.
18 грудня 1928 року селище залізничної станції включене до складу новоутвореної Черняхівської сільської ради Черняхівського району.
З 2012 року не виконує жодних вантажних операцій